# Najin-Klasse
Die Najin-Klasse ist eine Klasse von Leichten Fregatten der Marine der Koreanischen Volksarmee.

## Geschichte
Von der Schiffsklasse wurden zwei Einheiten in nordkoreanischer Eigenregie fertiggestellt. Die erste Fregatte unter der Bugnummer (531) 1973, die zweite unter der Bugnummer (591) oder (631) 1975. Ihre genauen Namen sind nicht bekannt. Es wird vermutet, dass es überdies noch zwei weitere, mittlerweile ausgemusterte Einheiten derselben Klasse gab, allerdings fehlen dafür ausreichende Quellen. Die beiden Fregatten dienen als Flaggschiffe der beiden nordkoreanischen Flotten, wobei die F 531 der Ostmeer-Flotte und die F 591 bzw. F 631 der Westmeer-Flotte untergeordnet ist.
1993 erregte die Fregatte 531 in Südkorea Aufsehen, nachdem auf, aus der Luft aufgenommenen, Aufnahmen ein Gemüsebeet in der mittleren Sektion des Schiffes entdeckt wurde. Da die Aufnahmen während der großen Hungersnot in Nordkorea entstanden, wird vermutet, dass der Gemüsegarten angelegt wurde, um der auch in der Marine herrschenden Nahrungsmittelknappheit entgegenzuwirken. Ende Mai desselben Jahres beteiligte sich eines der Schiffe – vermutlich ebenfalls die F 531 – an der Suche nach Wrackteilen einer zuvor über dem Ostmeer abgestürzten Rodong-1 Testrakete.
Ab 2013 wurde mindestens eines der Schiffe, die F 591/631, zunächst in Namp’o und dann in der Marinebasis in Pipagot modernisiert. Im Dezember 2014 inspizierte dort Kim Jong-un die modernisierte Fregatte.
Die beiden Schiffe bleiben nach Verschrottung der Fregatte Soho, und nach Enthüllung der beiden Korvetten der Nampo-Klasse 2014, die größten Schiffe der nordkoreanischen Volksmarine.

## Charakteristika
Über die Najin-Klasse ist wenig bekannt, es existieren außerdem kaum Bilder. Es wird angenommen, dass es sich um verbesserte Schiffe der sowjetischen Kola-Klasse handelt. Fest steht, dass es sich um schwach bewaffnete kleine Fregatten handelt, die dazu geeignet sind, die Küstengewässer bzw. die Häfen zu verteidigen. Die Hauptbewaffnung besteht aus zwei 100-mm Geschützen zur Bekämpfung von Überwasser- und Luftzielen, die auf der Bug- und Hecksektion angebracht sind. Die hauptsächliche Luftabwehrfunktion übernahmen ursprünglich zwei schwere ZIF-31 57-mm-Doppellafetten-Geschütze an den jeweiligen Enden der Schiffe, so wie sechs 25-mm-Geschütze des Typs 2-M3, jeweils als Doppellafette. Zur U-Boot-Abwehr sind zwei RBU-1200-Raketenwerfer, zwei Wasserbombenwerfer und zwei Wasserbomben-Abwerfschienen an Deck integriert. Anfänglich hatten die Schiffe zudem auch mehrere Torpedorohre für 533-mm-Torpedos.
Die ursprüngliche Ausstattung war jedoch bereits bei Indienststellung tendenziell überholt, weshalb mehrere Modernisierungen durchgeführt wurden. Anstelle der Torpedorohre wurden beiderseits zwei Startcontainer für Antischiffsraketen auf Basis der SS-N-2 Styx installiert, die von zuvor ausgemusterten Raketenschnellbooten stammten. Aufgrund des geringen Abstandes der Abschusscontainer zu den Deckaufbauten mittschiffs, konnten die Antischiffsraketen jedoch bei einem missglückten Start zur Gefahr für die Fregatten selbst werden. Zudem wurde die Luftabwehr mit zwei 30-mm-Geschützen des Typs AK-630 verstärkt, die CIWS-Aufgaben übernehmen und die einzigen nicht handbetriebenen Flugabwehrgeschütze auf den Fregatten sind.
Bei der Modernisierung der F 591/631 ab 2013 wurde die 57-mm-Flugabwehrkannone vom Heck entfernt und durch die zwei 30-mm-Kanonen ersetzt. Zudem wurde auch das Feuerleitradar „Drum Tilt“, so wie ein weiteres Überwasserradar entfernt und anstelle der zwei Startcontainer wurden vermutlich Abschussrampen für Antischiffsraketen auf Grundlage des Typs Kh-35 (NATO-Code: SS-N-25 Switchblade) platziert, wodurch die modernisierte Fregatte insgesamt Platz für acht Kh-35 oder deren nordkoreanische Weiterentwicklung Kumsong-3 bietet.